# Sportverein Babelsberg 1903 2001-2002
Questa voce raccoglie le informazioni riguardanti lo Sportverein Babelsberg 1903 nelle competizioni ufficiali della stagione 2001-2002.

## Stagione
Nella stagione 2001-2002 il Babelsberg, allenato da Hermann Andreev, Oskar Kosche e Horst Franz, concluse il campionato di 2. Bundesliga al 18º posto e retrocesse in Regionalliga. In Coppa di Germania il Babelsberg fu eliminato al primo turno dall'Hertha Berlino.

## Rosa
| N. |                                 | Ruolo | Calciatore         |
| -- | ------------------------------- | ----- | ------------------ |
| 1  | Germania (bandiera)             | P     | Alexander Kunze    |
| 2  | Germania (bandiera)             | D     | Christian Henning  |
| 3  | Germania (bandiera)             | D     | Marcell Fensch     |
| 4  | Germania (bandiera)             | D     | Marcus Petsch      |
| 5  | Germania (bandiera)             | D     | Jens Härtel        |
| 6  | Albania (bandiera)              | D     | Mentor Miftari     |
| 7  | Serbia (bandiera)               | A     | Vladan Milovanović |
| 8  | Croazia (bandiera)              | C     | Tonci Boban        |
| 9  | Slovacchia (bandiera)           | A     | Richard Slezák     |
| 10 | Bosnia ed Erzegovina (bandiera) | C     | Igor Lazic         |
| 11 | Turchia (bandiera)              | A     | Cem Efe            |
| 12 | Germania (bandiera)             | P     | Sebastian Rauch    |
| 13 | Polonia (bandiera)              | A     | Henryk Bałuszyński |
| 14 | Germania (bandiera)             | C     | Martin Neumann     |
| 15 | Germania (bandiera)             | D     | Frank Kinkel       |
| 16 | Germania (bandiera)             | A     | Enrico Röver       |
| 17 | Germania (bandiera)             | D     | Marco Laaser       |

| N. |                                 | Ruolo | Calciatore             |
| -- | ------------------------------- | ----- | ---------------------- |
| 18 | Germania (bandiera)             | D     | Michael Molata         |
| 19 | Italia (bandiera)               | C     | Martino Gatti          |
| 20 | Germania (bandiera)             | C     | Nico Däbritz           |
| 21 | Germania (bandiera)             | C     | Michael Lorenz         |
| 22 | Germania (bandiera)             | C     | Thomas Möller          |
| 24 | Polonia (bandiera)              | C     | Sławomir Chałaśkiewicz |
| 25 | Bosnia ed Erzegovina (bandiera) | C     | Almedin Civa           |
| 26 | Germania (bandiera)             | C     | Michael Seeger         |
| 27 | Germania (bandiera)             | A     | Mirko Ullmann          |
| 28 | Germania (bandiera)             | P     | Dirk Heinrichs         |
| 29 | Germania (bandiera)             | D     | Matthias Rudolph       |
| 30 | Germania (bandiera)             | A     | Lars Kampf             |
| 32 | Germania (bandiera)             | C     | Jens Dowe              |
| 33 | Germania (bandiera)             | C     | Björn Laars            |
| 35 | Germania (bandiera)             | P     | Nico Thomaschewski     |
| 36 | Polonia (bandiera)              | C     | Artur Nabialek         |

## Organigramma societario
Area tecnica
- Allenatore: Horst Franz
- Allenatore in seconda:
- Preparatore dei portieri:
- Preparatori atletici:

## Calciomercato

### Sessione estiva
| Acquisti | Acquisti           | Acquisti         | Acquisti |
| R.       | Nome               | da               | Modalità |
| -------- | ------------------ | ---------------- | -------- |
| P        | Nico Thomaschewski | BFC Dynamo       |          |
| C        | Jens Dowe          | Rapid Vienna     |          |
| C        | Tonci Boban        | Erzgebirge Aue   |          |
| D        | Jens Härtel        | Sachsen Lipsia   |          |
| D        | Christian Henning  | Hansa Rostock II |          |
| A        | Lars Kampf         | Hansa Rostock II |          |
| D        | Frank Kinkel       | Magonza          |          |
| A        | Vladan Milovanović | Austria Lustenau |          |
| C        | Thomas Möller      | Hansa Rostock II |          |
| A        | Richard Slezák     | České Budějovice |          |
| A        | Mirko Ullmann      | Hannover 96      |          |

| Cessioni | Cessioni             | Cessioni            | Cessioni |
| R.       | Nome                 | da                  | Modalità |
| -------- | -------------------- | ------------------- | -------- |
| D        | Dos Santos           | Berliner AK 07      |          |
| D        | Pit Grundmann        | Hertha Berlino II   |          |
| P        | Mathias Hanauer      | LFC Berlin          |          |
| A        | Marco Küntzel        | Borussia M'gladbach |          |
| D        | Heiko März           | Schönberg           |          |
| C        | Artur Nabialek       | Pelikan Łowicz      |          |
| A        | Emmanuel Oben-Takang | BFC Dynamo          |          |
| A        | Jacek Ratajczak      | Widzew Łódź         |          |
| D        | Zoran Tomčić         | Topolovac           |          |
| C        | Roland Wendt         | VfL Halle 1896      |          |

### Sessione invernale
| Acquisti | Acquisti           | Acquisti    | Acquisti |
| R.       | Nome               | da          | Modalità |
| -------- | ------------------ | ----------- | -------- |
| A        | Henryk Bałuszyński | LR Ahlen    |          |
| C        | Nico Däbritz       | Hannover 96 |          |
| D        | Michael Molata     | Hannover 96 |          |

| Cessioni | Cessioni | Cessioni | Cessioni |
| R.       | Nome     | da       | Modalità |
| -------- | -------- | -------- | -------- |

## Risultati

### 2. Bundesliga

#### Girone di andata
| Arbitro: | Berg |

|  |           |           |
|  | Marcatori | 90’ Röver |

| Arbitro: | Koop |

|                                       |           |          |
| Slezák 44’ Milovanović 75’ Lorenz 90’ | Marcatori | 39’ Vana |

| Arbitro: | Minskowski |

|             |           |  |
| Azzouzi 12’ | Marcatori |  |

| Arbitro: | Schmidt |

|                          |           |             |
| Kampf 71’, 88’ Laars 78’ | Marcatori | 4’, 50’ Isa |

| Arbitro: | Meyer |

|                         |           |                            |
| Schmidt 62’ (rig.), 71’ | Marcatori | 15’ Slezák 41’ Milovanović |

| Arbitro: | Frank |

|                 |           |                                                  |
| Civa 87’ (rig.) | Marcatori | 23’ Novak 44’ Lexa 82’ (aut.) Härtel 90’ Rraklli |

| Arbitro: | Rafati |

|                                                |           |         |
| Hashemian 4’ Christiansen 28’, 65’ Buckley 56’ | Marcatori | 76’ Efe |

| Arbitro: | Strampe |

|  |           |            |
|  | Marcatori | 55’ Kramny |

| Arbitro: | Merk |

|                                                                       |           |                 |
| Šimák 22’, 59’ Cherundolo 27’ Kaufman 32’ Krupniković 65’ N'Diaye 85’ | Marcatori | 82’ Milovanović |

| Arbitro: | Lange |

|  |           |                       |
|  | Marcatori | 10’ Obad 19’ Beliakov |

| Arbitro: | Brych |

|                 |           |           |
| Bałuszyński 26’ | Marcatori | 16’ Gatti |

| Arbitro: | Jansen |

|                     |           |                                                        |
| Dowe 78’ Härtel 90’ | Marcatori | 37’ Labbadia 46’ Melkam 51’ (rig.) Birk 82’ Engelhardt |

| Arbitro: | Weiner |

|  |           |                                           |
|  | Marcatori | 22’ Djappa 68’ Schmiedel 73’ (rig.) Kovář |

| Arbitro: | Späker |

|                                            |           |                          |
| Licht 29’ Pasieka 43’ Teber 59’ Klausz 88’ | Marcatori | 17’ (rig.) Chałaśkiewicz |

| Arbitro: | Margenberg |

|                          |           |             |
| Kampf 37’, 71’ Gatti 89’ | Marcatori | 87’ Popović |

| Arbitro: | Gagelmann |

|           |           |           |
| Choji 35’ | Marcatori | 88’ Laars |

| Arbitro: | Kircher |

|                          |           |                                        |
| Chałaśkiewicz 47’ (rig.) | Marcatori | 14’, 32’ Preuß 27’ (rig.) Kryszałowicz |

#### Girone di ritorno
| Arbitro: | Schößling |

|  |           |                                    |
|  | Marcatori | 67’ Wichniarek 79’ (rig.) Albayrak |

| Arbitro: | Stark |

|                               |           |           |
| Voss 17’, 70’ Ebbers 25’, 81’ | Marcatori | 86’ Kampf |

| Arbitro: | Stachowiak |

|          |           |                                                   |
| Dowe 68’ | Marcatori | 22’, 40’ Kioyo 46’ Amanatidīs 82’, 88’ Hasenhüttl |

| Arbitro: | Anklam |

|                      |           |  |
| Vidolov 7’ Divić 36’ | Marcatori |  |

| Arbitro: | Rafati |

|  |           |                        |
|  | Marcatori | 32’ Bayock 89’ Caillas |

| Arbitro: | Voss |

|                           |           |           |
| Čížek 28’ Rösler 48’, 58’ | Marcatori | 64’ Kampf |

| Arbitro: | Wagner |

|            |           |                     |
| Härtel 22’ | Marcatori | 37’ Wosz 71’ Freier |

| Arbitro: | Brych |

|                        |           |                                   |
| Hock 38’ Friedrich 90’ | Marcatori | 52’ Chałaśkiewicz 90’ Bałuszyński |

| Arbitro: | Späker |

|            |           |                                |
| Molata 57’ | Marcatori | 1’ Casey 59’, 85’ (rig.) Šimák |

| Arbitro: | Aust |

|                     |           |            |
| Müller 66’ Vier 77’ | Marcatori | 11’ Molata |

| Arbitro: | Perl |

|           |           |                  |
| Kampf 18’ | Marcatori | 8’, 45’ Feinbier |

| Arbitro: | Stachowiak |

|                  |           |           |
| Labbadia 5’, 13’ | Marcatori | 83’ Boban |

| Arbitro: | Frank |

|                                            |           |                           |
| Schmiedel 31’ Kovář 39’ (rig.) Malchow 82’ | Marcatori | 25’ Chałaśkiewicz 89’ Efe |

| Arbitro: | Voss |

|          |           |                        |
| Dowe 33’ | Marcatori | 17’ Maksimov 51’ Catic |

| Arbitro: | Koop |

|                                   |           |                                  |
| Campellone 38’ Melunovic 73’, 83’ | Marcatori | 42’, 53’ Chałaśkiewicz 76’ Gatti |

| Arbitro: | Minskowski |

|                 |           |                         |
| Bałuszyński 42’ | Marcatori | 40’ Čović 48’ Hutwelker |

| Arbitro: | Fleischer |

|          |           |           |
| Yang 33’ | Marcatori | 27’ Kampf |

### Coppa di Germania
| Arbitro: | Kemmling |

|          |           |                       |
| Röver 7’ | Marcatori | 55’ Paraíba 89’ Alves |

## Statistiche

### Statistiche di squadra
| Competizione      | Punti | In casa | In casa | In casa | In casa | In casa | In casa | In trasferta | In trasferta | In trasferta | In trasferta | In trasferta | In trasferta | Totale | Totale | Totale | Totale | Totale | Totale | DR  |
| Competizione      | Punti | G       | V       | N       | P       | Gf      | Gs      | G            | V            | N            | P            | Gf           | Gs           | G      | V      | N      | P      | Gf     | Gs     | DR  |
| ----------------- | ----- | ------- | ------- | ------- | ------- | ------- | ------- | ------------ | ------------ | ------------ | ------------ | ------------ | ------------ | ------ | ------ | ------ | ------ | ------ | ------ | --- |
| 2. Bundesliga     | 18    | 17      | 3       | 0       | 14      | 19      | 41      | 17           | 1            | 6            | 10           | 20           | 41           | 34     | 4      | 6      | 24     | 39     | 82     | -43 |
| Coppa di Germania | -     | 1       | 0       | 0       | 1       | 1       | 2       | 0            | 0            | 0            | 0            | 0            | 0            | 1      | 0      | 0      | 1      | 1      | 2      | -1  |
| Totale            | 18    | 18      | 3       | 0       | 15      | 20      | 43      | 17           | 1            | 6            | 10           | 20           | 41           | 35     | 4      | 6      | 25     | 40     | 84     | -44 |

### Andamento in campionato
| Giornata  | 1 | 2 | 3 | 4 | 5 | 6 | 7  | 8  | 9  | 10 | 11 | 12 | 13 | 14 | 15 | 16 | 17 | 18 | 19 | 20 | 21 | 22 | 23 | 24 | 25 | 26 | 27 | 28 | 29 | 30 | 31 | 32 | 33 | 34 |
| --------- | - | - | - | - | - | - | -- | -- | -- | -- | -- | -- | -- | -- | -- | -- | -- | -- | -- | -- | -- | -- | -- | -- | -- | -- | -- | -- | -- | -- | -- | -- | -- | -- |
| Luogo     | T | C | T | C | T | C | T  | C  | T  | C  | T  | C  | C  | T  | C  | T  | C  | C  | T  | C  | T  | C  | T  | C  | T  | C  | T  | C  | T  | T  | C  | T  | C  | T  |
| Risultato | V | V | P | V | N | P | P  | P  | P  | P  | N  | P  | P  | P  | V  | N  | P  | P  | P  | P  | P  | P  | P  | P  | N  | P  | P  | P  | P  | P  | P  | N  | P  | N  |
| Posizione | 6 | 3 | 7 | 3 | 5 | 9 | 10 | 11 | 12 | 12 | 14 | 15 | 16 | 16 | 16 | 16 | 16 | 16 | 16 | 17 | 18 | 18 | 18 | 18 | 17 | 18 | 18 | 18 | 18 | 18 | 18 | 18 | 18 | 18 |

Legenda:

Luogo: C = Casa; T = Trasferta. Risultato: V = Vittoria; N = Pareggio; P = Sconfitta.

### Statistiche dei giocatori
| Giocatore        | 2. Bundesliga | 2. Bundesliga | 2. Bundesliga | 2. Bundesliga | Coppa di Germania | Coppa di Germania | Coppa di Germania | Coppa di Germania | Totale   | Totale | Totale      | Totale     |
| Giocatore        | Presenze      | Reti          | Ammonizioni   | Espulsioni    | Presenze          | Reti              | Ammonizioni       | Espulsioni        | Presenze | Reti   | Ammonizioni | Espulsioni |
| ---------------- | ------------- | ------------- | ------------- | ------------- | ----------------- | ----------------- | ----------------- | ----------------- | -------- | ------ | ----------- | ---------- |
| H. Bałuszyński   | 15            | 2             | 0             | 0             | 0                 | 0                 | 0                 | 0                 | 15       | 2      | 0           | 0          |
| T. Boban         | 11            | 1             | 0             | 0             | 1                 | 0                 | 0                 | 0                 | 12       | 1      | 0           | 0          |
| S. Chałaśkiewicz | 29            | 6             | 6             | 1             | 1                 | 0                 | 0                 | 0                 | 30       | 6      | 6           | 1          |
| A. Civa          | 34            | 1             | 3             | 0             | 1                 | 0                 | 0                 | 0                 | 35       | 1      | 3           | 0          |
| J. Dowe          | 19            | 3             | 3             | 0             | 0                 | 0                 | 0                 | 0                 | 19       | 3      | 3           | 0          |
| N. Däbritz       | 10            | 0             | 0             | 0             | 0                 | 0                 | 0                 | 0                 | 10       | 0      | 0           | 0          |
| C. Efe           | 14            | 2             | 0             | 0             | 0                 | 0                 | 0                 | 0                 | 14       | 2      | 0           | 0          |
| M. Fensch        | 3             | 0             | 0             | 0             | 0                 | 0                 | 0                 | 0                 | 3        | 0      | 0           | 0          |
| M. Gatti         | 28            | 3             | 0             | 0             | 1                 | 0                 | 0                 | 0                 | 29       | 3      | 0           | 0          |
| D. Heinrichs     | 3             | 0             | 0             | 0             | 0                 | 0                 | 0                 | 0                 | 3        | 0      | 0           | 0          |
| C. Henning       | 12            | 0             | 1             | 0             | 0                 | 0                 | 0                 | 0                 | 12       | 0      | 1           | 0          |
| J. Härtel        | 28            | 2             | 9             | 1             | 1                 | 0                 | 1                 | 0                 | 29       | 2      | 10          | 1          |
| L. Kampf         | 23            | 8             | 9             | 2             | 1                 | 0                 | 0                 | 0                 | 24       | 8      | 9           | 2          |
| F. Kinkel        | 19            | 0             | 8             | 0             | 0                 | 0                 | 0                 | 0                 | 19       | 0      | 8           | 0          |
| A. Kunze         | 30            | 0             | 1             | 0             | 1                 | 0                 | 0                 | 0                 | 31       | 0      | 1           | 0          |
| B. Laars         | 27            | 2             | 3             | 0             | 1                 | 0                 | 0                 | 0                 | 28       | 2      | 3           | 0          |
| M. Laaser        | 28            | 0             | 5             | 1             | 1                 | 0                 | 1                 | 0                 | 29       | 0      | 6           | 1          |
| I. Lazic         | 4             | 0             | 0             | 0             | 0                 | 0                 | 0                 | 0                 | 4        | 0      | 0           | 0          |
| M. Lorenz        | 25            | 1             | 10            | 0             | 1                 | 0                 | 0                 | 0                 | 26       | 1      | 10          | 0          |
| M. Miftari       | 31            | 0             | 10            | 0             | 1                 | 0                 | 0                 | 0                 | 32       | 0      | 10          | 0          |
| V. Milovanović   | 18            | 3             | 2             | 0             | 1                 | 0                 | 0                 | 0                 | 19       | 3      | 2           | 0          |
| M. Molata        | 10            | 2             | 1             | 1             | 0                 | 0                 | 0                 | 0                 | 10       | 2      | 1           | 1          |
| T. Möller        | 4             | 0             | 1             | 0             | 0                 | 0                 | 0                 | 0                 | 4        | 0      | 1           | 0          |
| A. Nabialek      | 0             | 0             | 0             | 0             | 0                 | 0                 | 0                 | 0                 | 0        | 0      | 0           | 0          |
| M. Neumann       | 4             | 0             | 0             | 0             | 0                 | 0                 | 0                 | 0                 | 4        | 0      | 0           | 0          |
| M. Petsch        | 0             | 0             | 0             | 0             | 0                 | 0                 | 0                 | 0                 | 0        | 0      | 0           | 0          |
| S. Rauch         | 0             | 0             | 0             | 0             | 0                 | 0                 | 0                 | 0                 | 0        | 0      | 0           | 0          |
| M. Rudolph       | 0             | 0             | 0             | 0             | 0                 | 0                 | 0                 | 0                 | 0        | 0      | 0           | 0          |
| E. Röver         | 17            | 1             | 6             | 0             | 1                 | 1                 | 0                 | 0                 | 18       | 2      | 6           | 0          |
| M. Seeger        | 0             | 0             | 0             | 0             | 0                 | 0                 | 0                 | 0                 | 0        | 0      | 0           | 0          |
| R. Slezák        | 8             | 2             | 0             | 1             | 0                 | 0                 | 0                 | 0                 | 8        | 2      | 0           | 1          |
| N. Thomaschewski | 1             | 0             | 0             | 0             | 0                 | 0                 | 0                 | 0                 | 1        | 0      | 0           | 0          |
| M. Ullmann       | 9             | 0             | 1             | 0             | 0                 | 0                 | 0                 | 0                 | 9        | 0      | 1           | 0          |